# A központi idegrendszer egyedfejlődése

Az elsődleges agyhólyagok vázlatos képe.

Négyhetes emberi embrió agya.

Az idegrendszer a külső csíralemez származéka. Ebből alakul ki a velőcső, majd a velőcső elülső részén a három agyhólyag, amelyekből az agy, a velőcső többi részéből a gerincvelő fejlődik. A velőcsőtől külön maradó ganglionlécből az idegdúcok és a mellékvese velőállománya fejlődnek ki. Ez a rész egy rövid, vázlatos áttekintését adja az emberi idegrendszer egyedfejlődésének. Segítséget nyújt az idegrendszer különböző részei egymáshoz való viszonyának megértéséhez és felidézéséhez. Sok esetben arra is magyarázattal szolgál, hogy a különböző idegpályák hogyan jutnak be a szürkeállomány központi részeibe.
Az emberi idegrendszer részei és funkciói

## Korai  fejlődés
Az idegrendszer képződése előtt az embrióban három sejtréteg differenciálódik. A legbelső réteg a belső  csíralemez  (endoderma), amelyből a gyomor-béltraktus, a tüdők és a máj képződik. A középső csíralemez (mesoderma) származékai az izomszövet, a kötőszövet, és az érrendszer.  A harmadik, legkülső réteg, a külső csíralemez (ectoderma), hengerhámból áll, és ebből származik az egész idegrendszer. A fejlődés harmadik hete során az ectoderma az embrió háti felszínén a velőlemezt (lamina neuralis) alkotja. A velőlemezen kialakul egy hosszanti velőbarázda (sulcus neuralis), majd mindkét szélén létrejön a velősánc  (plica neuralis). A kétoldali velősánc összeolvad és létrejön a velőcső (tubulus neuralis). Később a velőcső besüllyed a külső csíralemez ectoderma felszíne alá. Miközben a velőlemez betüremkedik a velőbarázda képzésére, a velőlemez oldalsó szélét képező sejtek nem kerülnek be a velőcsőbe, hanem egy  ectodermalis csíkot a ganglionlécet (crista neuralis) képezik. Ezekből alakulnak ki az idegdúcok és a mellékvese velőállománya. A velőcső elülső végén a sejtek szaporodása a velőcső kitágulását eredményezi, és kialakul három elsődleges agyhólyag: az előagy hólyag (prosencephalon), a középagy hólyag (mesencephalon), és az utóagy hólyag (rhombencephalon). A cső többi része megnyúlik, kisebb átmérőjű marad, és a gerincvelőt képezi. A velőcsőben a sejtek további differenciálódását az egyik sejtcsoportnak egy másik sejtcsoporttal kialakuló induktív kölcsönhatásai hozzák létre.

## A  gerincvelő fejlődése
A velőcső fala magas, egyrétegű, többmagsoros hengerhámból áll, amelynek sejtjeit matrix sejteknek nevezik. Ezek ismételt osztódásai a velőcső hosszának és átmérőjének növekedését eredményezi. Az esetenként képződő korai neuroblastok a perifériára vándorolnak és a zona intermediát alkotják. Ebből képződik a gerincvelő szürkeállománya. A neuroblastok nyúlványokat növesztenek és létrehozzák a zona marginalist. Ebből fejlődik a gerincvelő fehérállománya. Eközben a matrix sejtekből a neuroglia astrocyta és oligodendrocyta sejtjei is létrejönnek.  A microglia sejtek a környező mesenchymából vándorolnak be az erek mentén. Az ependyma sejtek a velőcső üregét határoló a matrix sejtekből alakulnak ki. A velőcső ürege beszűkül, és egy dorsoventralis hossztengelyű rést alkot, amelynek oldalfalai vastagok, de ventralisan és dorsalisan egy vékony fenéklemez és egy vékony tetőlemez határolják. A velőcső oldalfalának intermedier zónája egy széles elülső megvastagodást, a bazális lemezt, és egy kisebb hátsó megvastagodást, az alaris lemezt hozza létre. A bazális lemez neuroblastjaiból alakulnak ki a szürkeállomány elülső oszlopának motoros sejtjei, míg az alaris lemez neuroblastjaiból a hátsó oszlop érző sejtjei jönnek létre.

## A motoros neuronok további fejlődése
A motoros neuronok medialis csoportja nagy multipolaris mozgató sejteket alkot, amelyeknek axonja az elülső felszínén kilép a gerincvelőből és ellátja a test izomzatát (radix anterior (motoria)) nervi spinalis.  A neuronok lateralis csoportjából olyan axonok indulnak ki, amelyek kilépnek a gerincvelő elülső felszínén, mint preganglionaris autonóm rostok.

## Az érző pályarendszer első afferens neuronjának fejlődése
A pályarendszer első neuronjának sejttestei a gerincvelőn kívül helyezkednek el és a ganglionlécből származnak.  Néhány sejt neuroblastokká differenciálódik. Minden neuroblast két nyúlványt bocsát ki: A perifériás nyúlványok lateralis irányba nőnek ki, és az érző idegrostokra jellemző axonokká válnak. A centrális nyúlványok benőnek a fejlődő gerincvelő hátsó részébe, és vagy a szürkeállomány hátsó szarvában végződnek, vagy felszállnak a fehérállományon keresztül a magasabb agyi központok egyikéhez. Ezeknek a centrális nyúlványoknak az együttesét nevezzük radix posterior (sensoria) nervi spinalisnak. A perifériás nyúlványok csatlakoznak az elülső gyökérhez, és együttesen képezik a nervus spinalist. A ganglionléc sejtjeinek egy részéből a capsularis vagy satellita sejtek képződnek.

## Az érző neuronok további fejlődése a szürkeállomány hátsó oszlopában
Azok a neuroblastok, amelyek beléptek az alaris lemezbe, nyúlványokat fejlesztenek, amelyek belépnek a gerincvelő azonos oldalának marginalis zónájába (fehérállomány) , és vagy magasabb szintre szállnak fel, vagy alacsonyabb szintre szállnak le. Más idegsejtek a gerincvelő ellenoldalához küldenek nyúlványokat, ahol azok fel- vagy leszállnak változó távolságokra.

## Az agyhártyák fejlődése és a gerincvelő viszonya a gerinchez
A pia mater, az arachnoidea mater, és a dura mater a velőcsövet körülvevő mesenchymából (sclerotom) fejlődnek ki. A pókhálóhártya alatti tér (spatium subarachnoideum) a mesenchymában képződő üregként jön létre, amely cerebrospinalis folyadékkal töltődik fel. A fogazott szalagot (ligamentum denticulatum) a mesenhyma tömöttebbé váló részei hozzák létre. Az intrauterin élet első két hónapjában a gerincvelő olyan hosszú, mint a gerinc. Ezután a fejlődő gerinc gyorsabban nő, mint a gerincvelő úgy, hogy születéskor a gerincvelő alsó vége a harmadik ágyéki (lumbalis) csigolya magasságában van. Felnőttben a gerincvelő alsó vége az első lumbalis csigolya teste alsó szélének szintjében van. A gerinc és a gerincvelő aránytalan hossznövekedése azt eredményezi, hogy a gerincvelő elülső és hátsó gyökerei a gerincvelő első ágyéki szelvénye alatt a gerinccsatornában leszállnak ahhoz, hogy elérjék a kilépésüknek megfelelő csigolyaközti lyukakat (foramen intervertebrale). Emellett a pia mater, amely a gerincvelő coccygealis végét a farkcsonthoz rögzítette, ezzel lefelé nyúlik, mint karcsú, rostos köteg a gerincvelő alsó végétől a farkcsontig, és a filum terminalét alkotja. A gerincvelői idegek ferdén lefutó elülső és hátsó gyökerei és a filum terminale, amelyek így elfoglalják a gerinccsatorna alsó végét, együttesen alkotják a cauda equinát. Előbbiek alapján megérthettük, hogy a cauda equina miért ér le a subarachnoidealis téren belül, egészen a második sacralis csigolya szintjéig. Ez az a terület, a gerincvelő alsó végének szintje alatt, ahol a gerinccsapolást (lumbalpunctiót) el lehet végezni. A végtagkezdemények kifejlődése a negyedik hónapban és ehhez a további érző és motoros neuronok differenciálódása azt eredményezi, hogy a gerincvelő a cervicalis és a lumbalis szakaszokon megvastagszik, és kialakul az intumescentia cervicalis és az intumescentia lumbalis.

## Az  agy fejlődése
Amikor a velőcső bezáródott, a három elsődleges agyhólyag – az előagy hólyag, a középagy hólyag, és az utóagy hólyag – befejezi a fejlődését. Az előagy hólyagból alakul ki az előagy (prosencephalon), a középagy hólyagból képződik a középagy (mesencephalon), és az utóagy hólyagból jön létre az utóagy (rhombencephalon). Az ötödik hétre az előagy és utóagy hólyagok két másodlagos hólyagra oszlanak. Az előagy hólyag képezi (1) a (telencephalont), a kezdetleges agyfélteke telepekkel, és (2) a köztiagy(diencephalon), amelyen kifejlődnek a szemserlegek. Az utóagy hólyagból alakul ki (1) a (metencephalon), a későbbi híd és kisagy, és a myelencephalon, azaz a nyúltvelő (medulla oblongata) . A kamrarendszer alapjai ezzel kialakultak. Mindkét agyfélteke ürege a (ventriculus lateralis). A köztiagy (diencephalon) ürege a (ventriculus tertius). A középagy állományának növekedésével a középagy hólyag ürege beszűkül és az (aqueductus cerebrit; Sylvius-féle csatornát) képezi. Az utóagy hólyag ürege a (ventriculus quartust) alkotja, amely folytatólagosan összefügg a gerincvelő központi csatornájával (canalis centrális). Az oldalsó agykamrák a harmadik agykamra üregével a Monro-féle kamraközti nyílásokon keresztül közlekedik. A kamrarendszert és a gerincvelő központi csatornáját ependyma béleli, és gerincvelői folyadék (liquor cerebrospinalis) tölti ki. (A legkorábbi fejlődési stádiumokban a kamrarendszert kitöltő cerebrospinalis folyadék még nincs közvetlen kapcsolatban a subarachnoidealis térben lévő folyadékkal.) A fejlődés korai szakaszában az embrió még lapos képződmény (embriópajzs), és a velőcső egyenes. Később a tarkóhajlat és a farki hajlat kialakulásával a velőcső is görbültté válik.

## Nyúltvelő (medulla oblongata; myelencephalon)
Az utóagy hólyag falai kezdetben, a velőcsőben látható jellegzetes elrendezést mutatják, egy elülső megvastagodással, a bazális lemezzel, és egy hátsó megvastagodással, az alaris lemezzel, amelyeket egymástól a (sulcus limitans) választ el. A fejlődés előrehaladtával az oldalsó falak lateralis irányba mozognak (mint egy szétnyíló markolókanál) a felsőbb szinteken a kitáguló negyedik agykamránál. Ennek eredményeként az alaris lemezek oldalra kerülnek a basalis lemezektől. A bazális lemez neuronjai alkotják a [IX.], [X.], [XI.] és [XII.] agyidegek motoros magjait, amelyek a negyedik agykamra aljzatában (fossa rhomboidea helyezkednek) el a sulcus limitanstól medialisan. Az alaris lemez neuronjai adják az [V.], [VIII.], [IX.] és [X.] agyidegek érző magjait és a (tuberculum gracile) és a (tuberculum cuneatum) magjait. Az alaris lemez más sejtjei ventrolateralis irányba vándorolnak és az olajka magvait (nuclei olivares) képezik. A tetőlemez szétfeszül egy vékony ependymális szövetréteggé. A tetőlemez külső felszínével érintkező vascularis mesenchyma képezi a pia matert, és a két réteg együtt alkotja a tela choroideát.  A tela choroidea érgomolyagai benyomulnak a negyedik agykamrába és a (plexus choroideust) képezik. A negyedik és az ötödik hónap között a tetőlemez helyenként felszívódik, így alakul ki a kétoldali páros (apertura lateralis ventriculi quarti) (foramina Luschka), és a középső (apertura mediana ventriculi quarti) (foramen Magendie). Ezek a fontos nyílások teszik lehetővé, hogy az agykamrákban termelődő cerebrospinalis folyadék kijuthasson a pókhálóhártya alatti (subarachnoidealis) térbe.

## A híd (pons; pars ventralis metencephali)
A híd (pons) a metencephalon elülső részéből alakul ki, de sejteket kap a myelencephalon alaris részéből is. A bazális lemez neuronjai alkotják az [V.], [VI.], és [VII.] agyidegek motoros magjait. Az alaris lemezek neuronjai képezik az [V.] agyideg fő érző magját, a [VII.] agyideg érző magját, és a [VIII.] agyideg (vestibularis és cochlearis) magjait; szintén ezek alkotják a híd magvait (nuclei pontis).

## A kisagy (cerebellum; pars posterior metencephali)
A kisagy (cerebellum) a metencephalon alaris lemezének hátsó részéből képződik.
A tizenkettedik héten egy kis középső rész, a féreg (vermis), és két oldalsó rész, a két kisagyi félteke (hemispheria cerebelli), felismerhetők. Körülbelül a negyedik hónap végén hasadékok jelennek meg a kisagy felszínén, és a felnőtt kisagyra jellemző lemezek (foliumok) fokozatosan kifejlődnek. A matrix sejtjeiből származó neuroblastok a kisagy felszíne felé vándorolnak és egy részük neuront képez, amelyek a kisagykérget kérgét (cortex cerebelli) hozzák létre. Más neuroblastok az agykamrai felszín közelében maradnak és kisagyi magokká differenciálódnak. Majd a további fejlődéssel a neuronok axonjai kinőnek a középagy (mesencephalon) felé és létrehozzák a felső kisagykart (pedunculus cerebellaris superior). Később a fibrae pontocerebellares és a fibrae corticopontinae axonjainak növekedése összeköti az agykérget (cortex cerebrit) a kisagygyal (cerebellum), és ezzel kialakul a középső kisagykar (pedunculus cerebellaris medius). Az alsó kisagykar (pedunculus cerebellaris inferior) nagyrészt a gerincvelőből, a vestibularis magvakból, és az olivaris magvakból kinövő érző axonokból jön létre.

## A középagy (mesencephalon)
A középagy (mesencephalon) a középagyhólyagból fejlődik, amelynek az ürege igen szűk marad, amelyet az (aqueductus cerebri; Sylvius-féle csatorna) alkot. A határoló barázda (sulcus limitans) mindkét oldalon elválasztja az alaris lemezt a basalis lemeztől, mint ahogy az a fejlődő gerincvelőnél is látható. A basalis lemez azokká a neuronokká differenciálódik, amelyek a [III.] és a [IV.] agyidegek magjait, és valószínűleg a vörös magot (nucleus ruber), a  sötéten pigmentált állományt (substantia nigra),  és a hálózatos állományt formatio reticularis alkotják. A további fejlődés során a [IV.] agyideg rostjai kilépnek a középagy hátsó felszínén, és teljesen átkereszteződnek a középsíkon a felső velőlemez (velum medullare superius) állományában. A [III.] agyideg rostjai az elülső felszínen, a két agykocsány közötti árokban (fossa interpeduncularis) lépnek ki.

## A köztiagy (diencephalon) további alakulása
A diencephalon ürege képezi a harmadik agykamra nagyobbik részét. Tetején egy kis kitüremkedés van közvetlenül a középagy előtt, ebből képződik a tobozmirigy (glandula pinealis). A tető többi része a harmadik agykamra érfonatát (plexus choroideus) ventriculi tertii) képezi. A harmadik agykamra oldalfalán a talamusz jelenik meg, mint az alaris lemez megvastagodása mindkét oldalon. A talamuszok növekedésének folytatódásával az  agykamra ürege beszűkül. Az alaris lemez alsó részéből mindkét oldalon számos hipotalamusz mag (nuclei hypothalami) differenciálódik. Ezek közül egy feltűnővé válik a hipotalamusz alsó felszínén, és lekerekedett kidomborodásként jelentkezik a középsík mindkét oldalán, ez az emlőtest (corpus mammillare). A tölcsér (infundibulum) a köztiagy (diencephalon) aljzatának kitüremkedéseként fejlődik és ebből alakul ki az agyalapi mirigy  (hypophysis) nyele és (pars nervosája; neurohypophysis).

## A végagy (telencephalon) további alakulása
A végagy (telencephalon) képezi a harmadik agykamra elülső végét, míg kétoldali kitüremkedéseiből az agyféltekék jönnek létre.

## Az agyféltekék (hemispheria cerebri)
Az agyféltekék kialakulása a fejlődés ötödik hetének elején kezdődik. Ahogy felfelé növekednek, falaik megvastagodnak, és a  Monro-nyílások (foramen interventriculare) mérete csökken. A magzati kötőszövet (mesenchyma) a két agyfélteke között tömörül és a nagy agysarlót (falx cerebri) képezi. Ahogy a fejlődés előrehalad, az agyféltekék gyorsan növekednek és kiterjednek, először előrefelé a homloklebenyek (lobus frontalis) kialakítására, azután oldalirányba a fali lebenyek (lobus parietelis) képzésére, végül hátrafelé és lefelé a tarkólebenyek (nyakszirti lebeny; lobus occipitalis) és a halántéki lebenyek (lobus temporalis) létrehozására. A nagymértékű terjedelemnövekedés következtében az agyféltekék elfedik a középagyat és az utóagyat. Az agyféltekék medialis fala vékony marad, és ependyma sejtek alkotják. Ezen a területen az erezett középső csíralemez állománya betüremkedik, így alakul ki az oldalkamrák érfonata (plexus choroideus ventriculi lateralis). Az agyféltekék tarkólebenyét (lobus occipitalis) a kisagytól (cerebellum) mesenchyma választja el, ami összetömörülve a kisagysátrat (tentorium cerebelli) hozza létre. Eközben az előagy hólyag aljzatát bélelő sejtek proliferálnak, és nagyszámú neuroblastot képeznek. Ezek együttesen egy nyúlványt képeznek, amely benyomul az oldalkamra üregébe és a csíkolt testet (corpus striatum) alakítja ki . Később ez két részre differenciálódik: (1) a dorsomedialis része lesz a farkas mag (nucleus caudatus), és (2) a ventromedialis pedig a lencsemag (nucleus lentiformis).  Ahogy az agyféltekék növekszenek a  farkas mag nucleus caudatus és talamusz között szoros érintkezés alakul ki.  Egy további hosszanti megvastagodás jelenik meg az előagy hólyag falában, és a megvastagodás benyomul az oldalkamrába és a "csikóhal kinézetű" agytekervényt (hippocampust) hozza létre. Miközben ezek a különböző szürkeállomány csoportok fejlődnek az agyféltekékben, a központi idegrendszer különböző részein a neuronok axonokat küldenek a differenciálódó agykéreghez, vagy éppen abból kiindulva. Ezek az axonok alkotják a nagy felszálló és leszálló pályákat, amelyek arra kényszerülnek, hogy áthaladjanak a medialis helyzetű talamusz és farkas mag (nucleus caudatus), és a lateralis helyzetű lencsemag (nucleus lentiformis) által határolt területen. A felszálló és leszálló pályáknak ez a tömött kötege a belső tok (capsula interna). (A külső tok (capsula externa) néhány agykérgi projekciós rostból áll, amelyek a lencsemag lateralis oldalán haladnak el. Ezek a fehérállomány kötegek arról kapták a "tok" elnevezést, hogy belülről és kívülről határolják a magot.)

## Az agykéreg (cortex cerebri)
Mindkét agyfélteke gyorsan növekszik, az agytekervények (gyrusok), amelyeket hasadékok (fissura) vagy barázdák (sulcus) választanak el egymástól, jól láthatókká válnak a felszínükön. A lencsemagot (nucleus lentiformis) borító agykéregrész rögzített terület marad, ez a sziget (insula). Később ez a terület az oldalbarázda (hasadék) (sulcus) (fossa) lateralis) mélyére kerül, mivel a jobban növekvő szomszédos halántéki (temporalis), fali (parietalis), és homloki (frontalis) lebenyek befedik. Az agyféltekék üregét bélelő matrix sejtek nagy számban képeznek neuroblastokat és neuroglia sejteket, amelyek kivándorolnak a marginalis zónába. A visszamaradó matrix sejtek végül azokat az (ependyma) sejteket képezik, amelyek az oldalsó agykamrákat bélelik. A tizenkettedik héten az agykéreg sejtekben igen gazdaggá válik a nagyszámú neuroblast bevándorlása miatt. A megfelelő időben a neuroblastok differenciálódnak és rétegződött megjelenést mutatnak a belépő és kilépő rostok jelenlétének eredményeként. Az agykéreg különböző területein hamarosan specifikus sejttípusok jelennek meg; így a motoros kéregmező nagyszámú pyramidalis sejtet tartalmaz, míg az érző agykérgi mezőket főleg a szemcsés (granularis) sejtek jellemzik.

## A két oldal összeköttetései (commissurae)
A véglemez (lamina terminalis), amely az elülső vége a velőcsőnek, hidat alkot a két agyfélteke között, és lehetővé teszi, hogy idegrostok jussanak át az egyik agyféltekéből a másikba.  Az elülső összeköttetés (commissura anterior) fejlődik ki elsőként a commissurák közül. A lamina terminalisban fut, és az egyik oldali bulbus olfactoriust és a temporalis lebeny kérgét köti össze az ellenoldali félteke azonos részeivel. A másodikként kifejlődő összeköttetés a boltozat (fornix), amely az agyféltekék hippocampusait köti össze.  A kérges test (corpus callosum), a legnagyobb és legfontosabb összeköttetés, harmadikként fejlődik ki. Első rostjai a kétoldali homloki lebenyeket kötik össze, később a fali lebenyeket. Ahogy a corpus callosum mérete növekszik a rostok mind nagyobb száma miatt, hátrahajlik a fejlődő harmadik agykamra teteje felett. A lamina terminalis maradványa, amely a corpus callosum és a fornix között található, kifeszülve egy vékony sövényt képez, ez a septum pellucidum. A látóidegkereszteződés (chiasma opticum) a lamina terminalis alsó részében képződik; a retina medialis feléből származó rostokat tartalmazza, amelyek átkereszteződnek a középsíkon és az ellenoldali látóköteghez (tractus opticushoz) csatlakoznak.

## Myelinizáció a központi idegrendszerben
A központi idegrendszerben a velőhüvelyeket (myelinhüvelyeket) a neuroglia oligodendrocyta sejtjei képezik és tartják fent. A myelinizáció (velőhüvelyesedés) a gerincvelőben a nyaki szakaszon kezdődik, és innen a folyamat caudalis irányba folytatódik. A myelinizáció folyamata a gerincvelőben megközelítőleg a negyedik hónapban kezdődik, és először az érző rostokat érinti. A legkésőbb a leszálló motoros rostokra kerül sor. Az agyban a myelinizáció a magzati életnek körülbelül a hatodik hónapjában kezdődik, de a törzsdúcok rostjaira korlátozódik. Később a gerincvelőből felszálló rostok myelinizálódnak, de a folyamat lassan halad, így a születéskor az agy jelentős része még myelinizálatlan. Újszülöttben még nagyon kevés az agyi funkció; a motoros működések, mint a légzés, a szopás, a nyelés alapvetően reflexek. Születés után a corticobulbaris, a corticospinalis, a tectospinalis, és a corticopontocerebellaris rostok myelinizálódni kezdenek. Ez a myelinizációs folyamat nem véletlenszerűen játszódik le, hanem időben rendszerezetten, a különböző idegrostokon meghatározott, specifikus időben következik be. A corticospinalis rostok például, a születés után hat hónappal kezdenek myelinizálódni, és a folyamat a második életév végére válik közel teljessé. Feltételezhető, hogy bizonyos idegrostok a gerincvelőben és az agyban a pubertásig nem fejezik be a myelinizálódást.